# Le Cap de l'Espérance
Pour plus de détails, voir Fiche technique et Distribution.
Le Cap de l'espérance  est un film franco-italien réalisé par Raymond Bernard et sorti en 1951.

## Synopsis
Robert Legeay, dit Bob, avocat rayé du barreau de Paris, a échoué dans un petit port méditerranéen où il vit d'expédients. Las d'être entretenu par Lyna, la patronne du Sea-Bar, il organise avec quatre complices un braquage dans la villa d'un armateur. Il espère ainsi repartir à zéro avec Minnie, la fille d'un de ses complices. L'affaire tourne mal, l'armateur est tué, un des complices blessé et arrêté se met à table, et Minnie est tuée. Lyna, jalouse, livre la bande au commissaire Troyon et part seule vers son destin.

## Fiche technique
- Titre original : Le Cap de l'Espérance
- Titre italien : La nostra pelle
- Réalisation : Raymond Bernard
- Scénario : José-André Lacour, d'après la pièce Notre Peau de José-André Lacour et Jean-José Lacour
- Adaptation et dialogue : Pierre Laroche
- Assistants réalisateur : Serge Vallin, Raffaele Andreassi
- Photographie : Robert Lefebvre
- Opérateur : Roger Delpuech
- Musique : Joseph Kosma
- Décors : Robert Gys, assisté de Claude Foucher
- Robes de Pierre Balmain
- Montage : Jacqueline Sadoul, assistée de Paulette Fontenelle
- Son : Lucien Lacharmoise, assisté de Guy Villette
- Maquillage : Maguy Vernadet
- Photographe de plateau : Roger Poutrel et Léo Mirkine
- Script-girl : Lucille Costa
- Régisseur : Maurice Hartwig
- Production : Les Films Ariane, Sirius, Francinex (Paris) - Italia Produzione (Rome)
- Chef de production : Alexandre Mnouchkine
- Directeur de production : Francis Cosne
- Distribution France et reste du monde: Les Films Sirius (35 et 16 mm)
- Tournage du 4 juin au 4 août 1951
- Format : Noir et blanc - 1,37:1 - 35 mm - Son mono
- Genre : Policier
- Durée : 90 min
- Métrage: 2 448 m
- Dates de sortie : 
  - France - 14 novembre 1951
  - Italie - 25 janvier 1952

## Distribution
- Edwige Feuillère : Lyna, la patronne du "See-Bar"
- Franck Villard : Robert Legeay, l'ancien avocat, dit "Bob"
- Cosetta Greco : Minnie Liakim
- Jean Debucourt : le commissaire Troyon
- Paolo Stoppa : Simon Liakim, un complice de Robert et père de Minnie
- André Valmy : Sem
- Jean-Marc Tennberg : Georges
- Bernard Lajarrige : Raymond
- William Tubbs : Rinaldi
- Jean Thielment : Hugo, le barman
- Jean Temerson : le docteur
- Emile Genevois : un habitué du bar
- Robert Berri : un inspecteur
- Philippe Dumas : un médecin
- Philippe Olive : un joueur de belote
- Maurice Schutz : le marquis, un joueur de belote
- Jean Hebey : un habitué du bar
- Albert Michel : un joueur de belote
- Claude Lehmann : le commodore
- Gérard Buhr : un habitué du bar
- Gil Delamare : le pilote du bateau
- Paul Mercey : un inspecteur
- Marius David (non crédité)
- Mario David : l'homme assassiné  (non crédité)